# Miller Genuine Draft 200 1995
Miller Genuine Draft 200 1995 var ett race som var den sjunde deltävlingen i PPG IndyCar World Series 1995. Racet kördes den 4 juni på Milwaukee Mile. Paul Tracy  tog sin andra seger för säsongen.

## Slutresultat
| Plats | Förare               | Team                     | Grid | Kvaltid |
| ----- | -------------------- | ------------------------ | ---- | ------- |
| 1     | Paul Tracy           | Newman/Haas Racing       | 7    | 22,512  |
| 2     | Al Unser Jr.         | Marlboro Team Penske     | 3    | 22,334  |
| 3     | Michael Andretti     | Newman/Haas Racing       | 4    | 22,358  |
| 4     | Teo Fabi             | Forsythe Racing          | 1    | 22,160  |
| 5     | Robby Gordon         | Walker Racing            | 6    | 22,431  |
| 6     | Jacques Villeneuve   | Forsythe Racing          | 11   | 22,683  |
| 7     | Christian Fittipaldi | Walker Racing            | 13   | 22,743  |
| 8     | Gil de Ferran        | Walker Racing            | 18   | 22,907  |
| 9     | Jimmy Vasser         | Chip Ganassi Racing      | 14   | 22,751  |
| 10    | Adrián Fernández     | Galles Racing            | 9    | 22,609  |
| 11    | Raul Boesel          | Rahal-Hogan Racing       | 8    | 22,553  |
| 12    | Scott Pruett         | Patrick Racing           | 12   | 22,725  |
| 13    | Bobby Rahal          | Rahal-Hogan Racing       | 16   | 22,770  |
| 14    | Maurício Gugelmin    | PacWest Racing           | 10   | 22,649  |
| 15    | Roberto Guerrero     | Dick Simon Racing        | 20   | 22,952  |
| 16    | Eliseo Salazar       | Dick Simon Racing        | 19   | 22,935  |
| 17    | Danny Sullivan       | PacWest Racing           | 21   | 23,166  |
| 18    | Buddy Lazier         | Payton/Coyne Racing      | 24   | 23,717  |
| 19    | Hiro Matsushita      | Arciero-Wells Racing     | 22   | 23,296  |
| 20    | Lyn St. James        | Dick Simon Racing        | 26   | -       |
| 21    | Stefan Johansson     | Bettenhausen Motorsports | 15   | 22,765  |
| 22    | Alessandro Zampedri  | Payton/Coyne Racing      | 25   | 24,095  |
| 23    | Emerson Fittipaldi   | Marlboro Team Penske     | 2    | 22,332  |
| 24    | Bryan Herta          | Chip Ganassi Racing      | 23   | 23,617  |
| 25    | André Ribeiro        | Tasman Motorsports       | 5    | 22,403  |
| 26    | Eddie Cheever        | A.J. Foyt Enterprises    | 17   | 22,812  |